# Голяма бъбрица
Голямата бъбрица (Anthus antarcticus) е вид птица от семейство Стърчиопашкови (Motacillidae). Видът не е застрашен от изчезване.

## Разпространение
Видът е разпространен в Южна Джорджия и Южни Сандвичеви острови.